# 中村賢二郎 (官僚)
中村 賢二郎（なかむら けんじろう、1933年7月8日 - ）は、日本の文部官僚、侍従。
新潟県佐渡島生まれ。1958年東京大学文学部哲学科卒業、文部省入省。1977年より同省内各課長、京都国立博物館次長、文化庁文化財保護部長。1986年宮内庁侍従。1989年皇太后宮職参事兼侍従。1991年国立茨城工業高等専門学校長。1997年別府大学学長・教授。2003年杉野服飾大学・同短期大学部学長・教授。2004年学校法人杉野学園理事長。
2004年4月瑞宝中綬章受章。

## 著書
- 『吹上の季節 最後の侍従が見た昭和天皇』文藝春秋 1993
- 『文化財保護制度概説』ぎょうせい 1999
- 『わかりやすい文化財保護制度の解説』ぎょうせい 2007
- 『続 吹上の季節 最後の侍従が綴る昭和天皇』杉野学園出版部 2012